# トランクイッロ・クレモナ
トランクイッロ・クレモナ（Tranquillo Cremona、1837年4月10日 - 1878年6月10日）はイタリアの画家である。

## 略歴
ロンバルディア地方パヴィーアにてユダヤ系の家に生まれた。兄は数学者のルイージ・クレモナ。
パヴィーアの学校を卒業した後、当時ミラノにいた人物画家のジョヴァンニ・カルノヴァリから絵を学んだとされる。1852年から1859年の間、ヴェネツィアの美術学校で学び、色彩を重視する「ヴェネツィア派」の画家の作品から影響を受けた。ミラノに移り、フランチェスコ・アイエツの影響を受けた。ミラノを中心に展開された共和主義的作家たちの前衛芸術運動「蓬髪主義運動」のメンバーとなったが、作品のスタイルは独特のものであった。
おもに人物画を描いた。ミラノで41歳で死去した。

## 作品

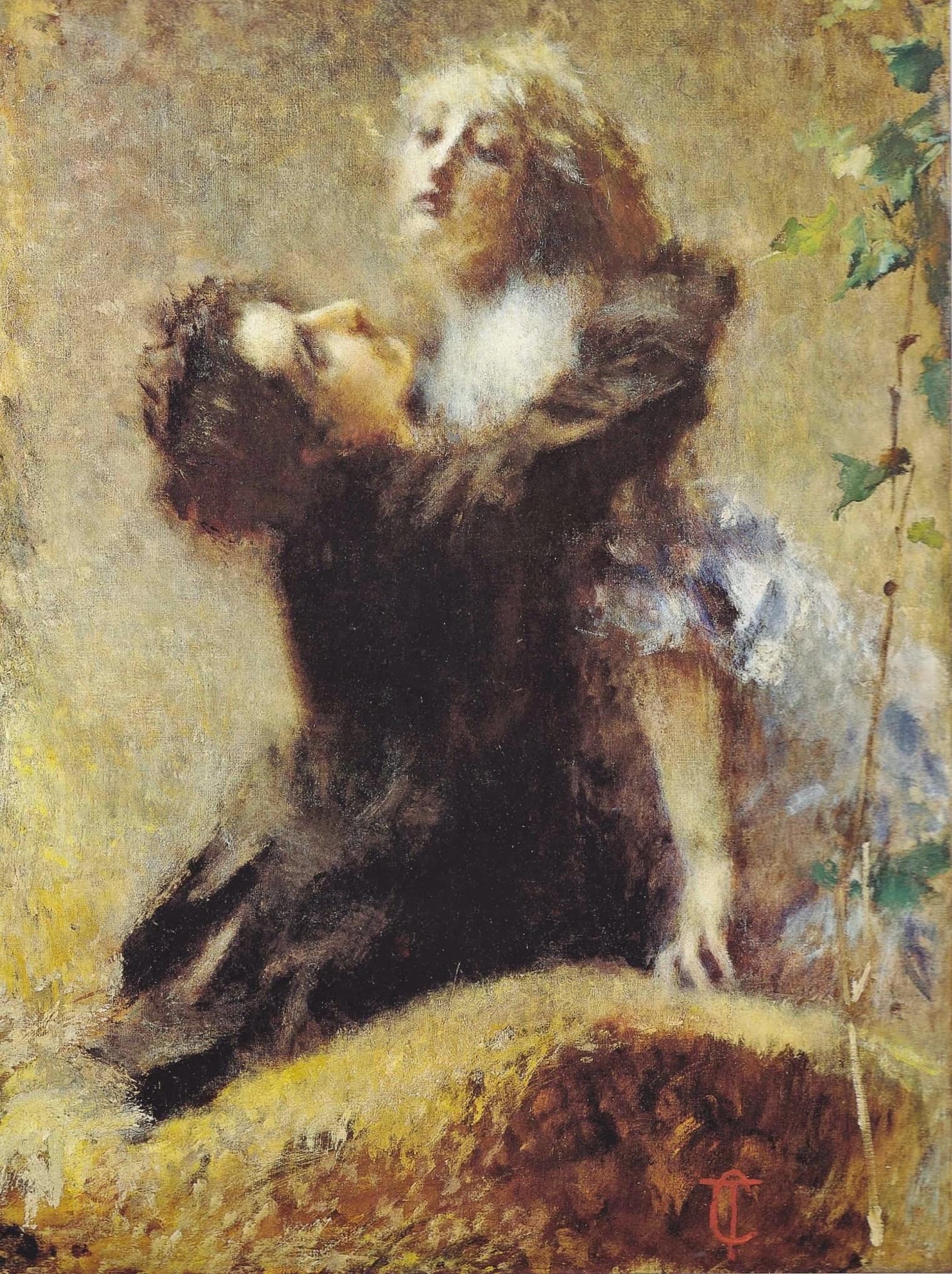
「蔦」(1978)
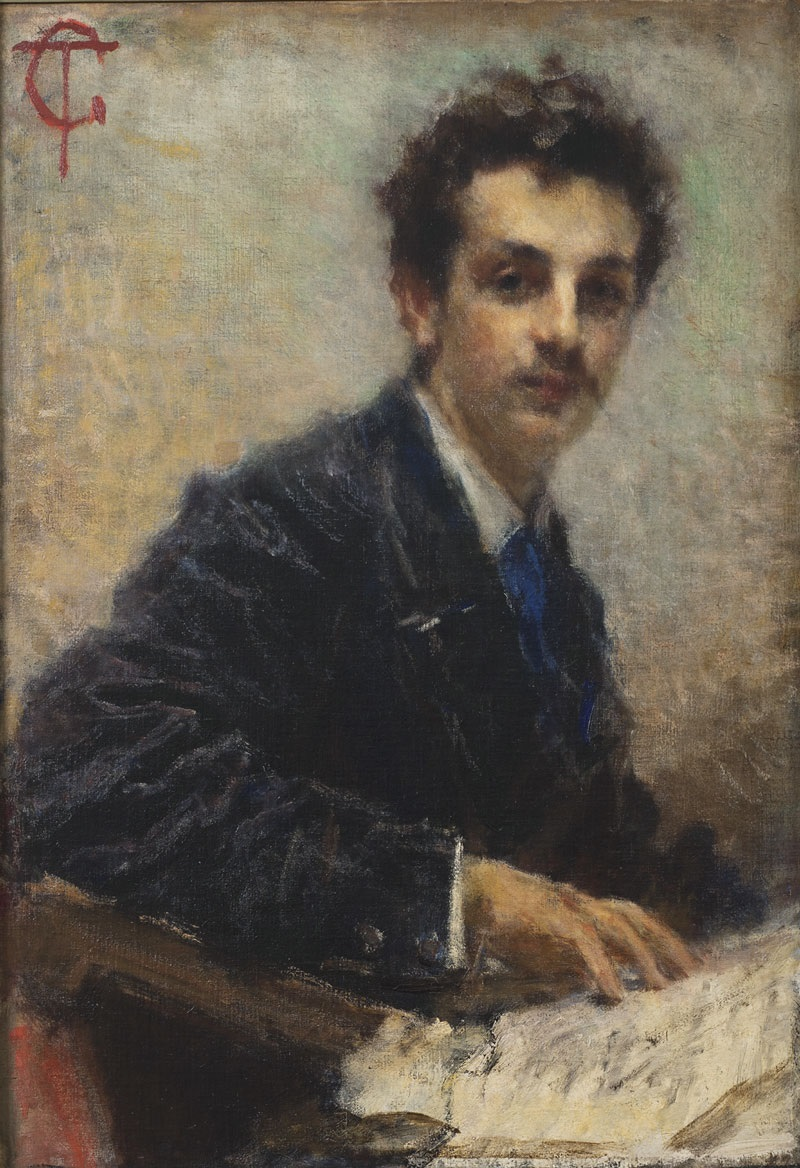
Benedetto Junck-作曲家 (1874)
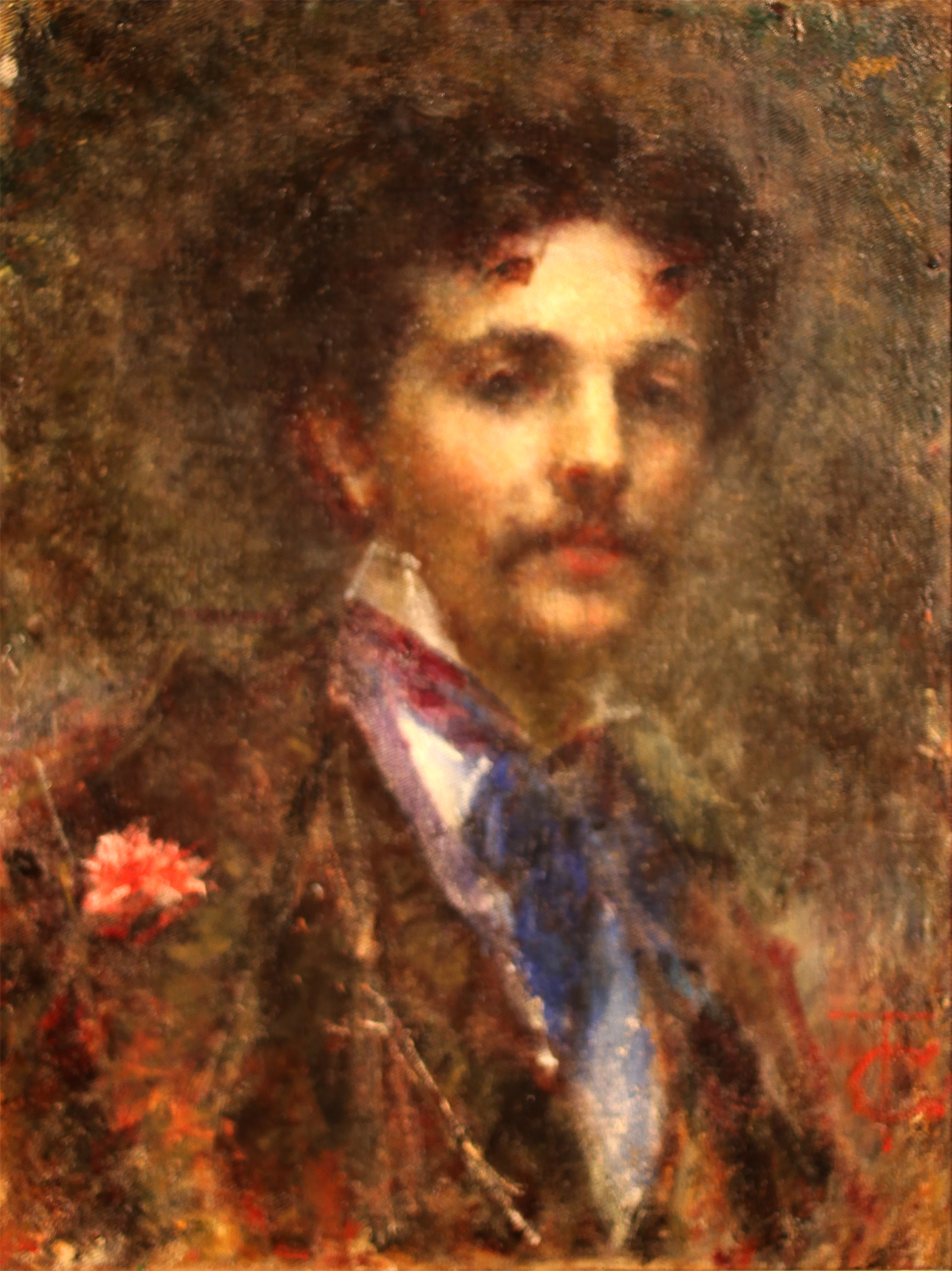
Luigi Luvoni(1872)
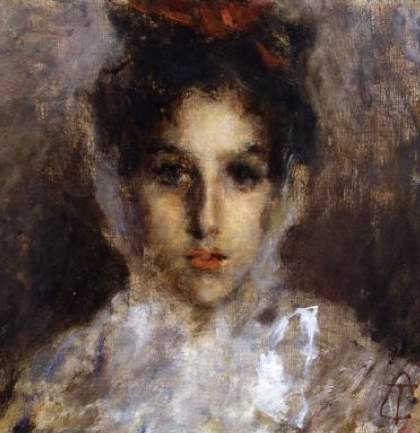
(c.1877)
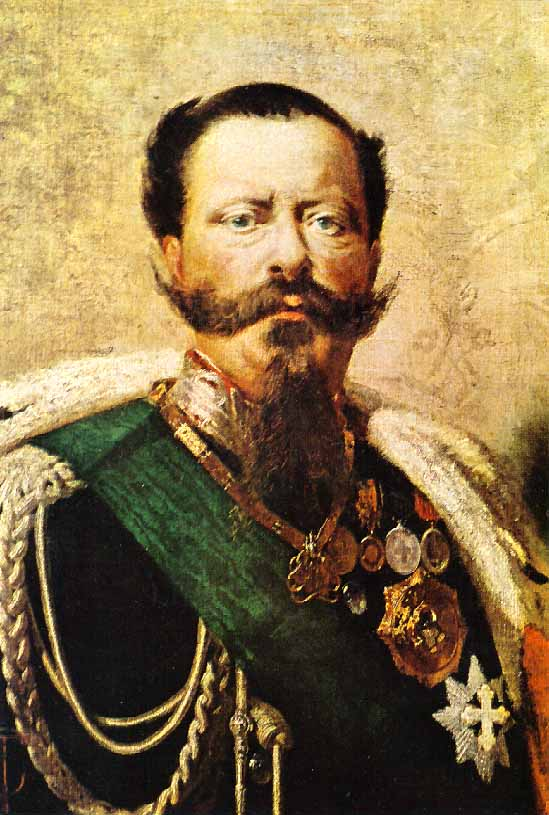
ヴィットーリオ・エマヌエーレ2世
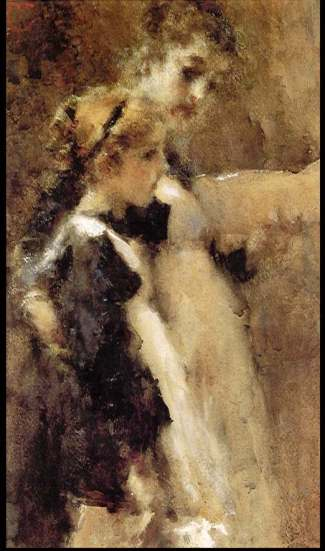
Ripassando la lezione(1876/1877)
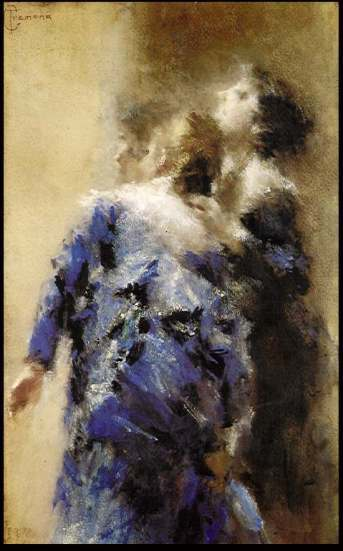
(1876/1877)
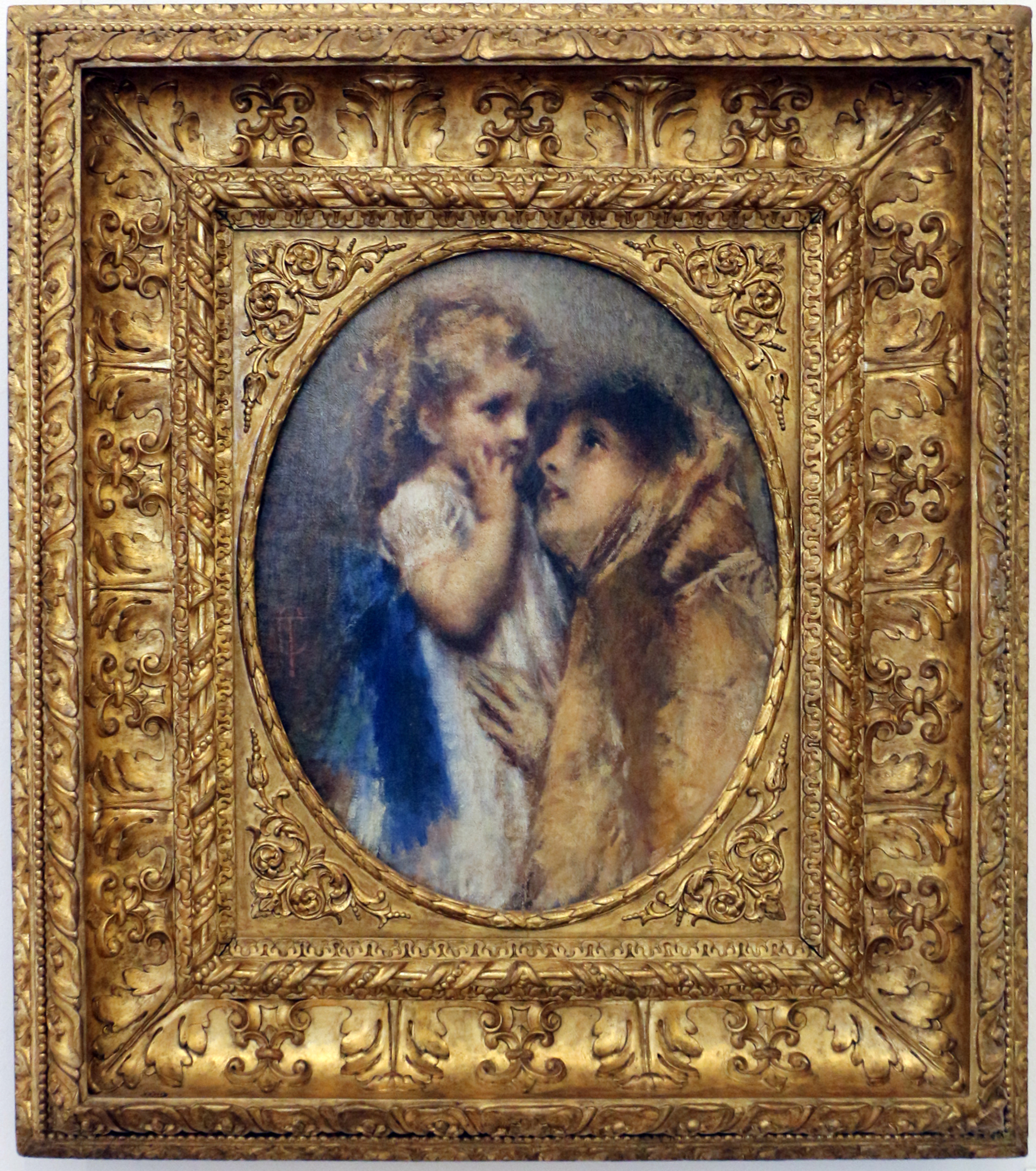
(1875)